# Bellino
Bellino (en français Bellin) est une commune italienne de 151 habitants située dans la province de Coni, dans la région Piémont, dans l'Italie nord-occidentale. Le village conserve de manière intacte le caractéristique habitat alpin.

## Géographie
La commune de Bellino se situe dans la haute vallée de la Varache, en amont des villages de Château-Dauphin et de Sampeyre. Du fait de sa position au pied de hautes montagnes, le soleil ne touche pas le village, ou partie de celui-ci de la fin octobre à début mars.

## Histoire
Bellino faisait partie de la République des Escartons, avec les communautés de Château-Dauphin et de Pont-la-Chenal. Ce petit escarton enclavé était relié au reste du Briançonnais et notamment au Queyras par le col Agnel.

## Administration
| Période                                  | Période  | Identité  | Étiquette       | Qualité |
| ---------------------------------------- | -------- | --------- | --------------- | ------- |
| avril 2009                               | En cours | Ortofruti | Centro-Sinistra |         |
| Les données manquantes sont à compléter. |          |           |                 |         |

### Hameaux
Sant'Anna, Chiesa, Pleyne, Fontanile, Ribiera, Prafoucher, Celle, Chiazale, Bals, Mas Del Bernard.

### Communes limitrophes
Acceglio, Château-Dauphin, Elva, Pontechianale, Prazzo fait aussi frontière avec la France, avec d'un côté la vallée de l'Ubaye et la vallée du Queyras.